# Shuttarna III
Shuttarna III o Šuttarna va ser probablement rei de Mitanni associat al seu pare Artatama II cap a l'any 1350 aC. És possible que només governés en nom del seu pare i no fos corregent.
Coincidint amb la presa del poder sobre tot el regne gràcies als hitites i amb la mort de Tushratta poc després, Assíria, aliada al regne d'Altxe, va envair Mitanni. Šuttarna III que es decantava per l'aliança amb Assíria, finalment la va establir, però va haver d'ordenar el retorn als assiris de les portes d'or del palau que li havien estat arrabassades pel rei Sausatatar cap a l'any 1440 aC. També va eliminar a la família de Tushratta i a la noblesa opositora. Va actuar amb mà de ferro contra els enemics però sembla que era popular entre el poble.
Cap al 1340 aC el rei hitita Subiluliuma I va enviar el seu fill Piyasilis amb un exèrcit, contra Mitanni, acompanyat del pretendent Mattiwaza, fill de l'antic rei Tushratta. Van creuar l'Eufrates a Karkemish i van marxar a Irridu, ja en territori hurrita. Mattiwaza havia enviat missatgers i esperava una rebuda calorosa del poble hurrita però en realitat Šuttarna III havia aconseguit el suport popular i els hitites no van ser ben rebuts.
Šuttarna va enviar un exèrcit contra els hitites però va ser derrotat al districte de Irridu i la regió d'Haran es va sotmetre també. A Washukanni hi va esclatar una revolta i els assiris van enviar ajut però "només un sol carro de combat" cosa que va semblar ofensiva a Šuttarna, i els va rebutjar l'entrada a la ciutat; llavors els assiris van assetjar Washukanni (la capital del regne era a Taite en aquell temps).
Els cercles dirigents de la ciutat van enganyar als hitites i els van fer creure que els assiris eren allí per lluitar contra ells. Els hitites eren a Pakarripa, que s'havia sotmès, i van marxar contra els assiris; però una vegada van ser posats en fuita es van rendir a Mattiwaza. Els hitites van enviar un missatge a Piyasilis i Mattiwaza que eren a Irrite, cridant-los a Washukanni. Les forces assíries es van retirar davant la superioritat de l'enemic, i Mattiwaza va entrar a la capital on va ser proclamat rei. Els hitites es van acostar a Taite perseguint als assiris, que es van retirar ràpidament. La sort de Šuttarna III (i d'Artatama II) és desconeguda però probablement Šuttarna III va morir en les lluites que van seguir, i Artatama II es va quedar a Taite fins a la seva mort quan probablement tenia uns 80 anys o més, reconegut pels hitites en honor de la seva antiga aliança.